# FOSS

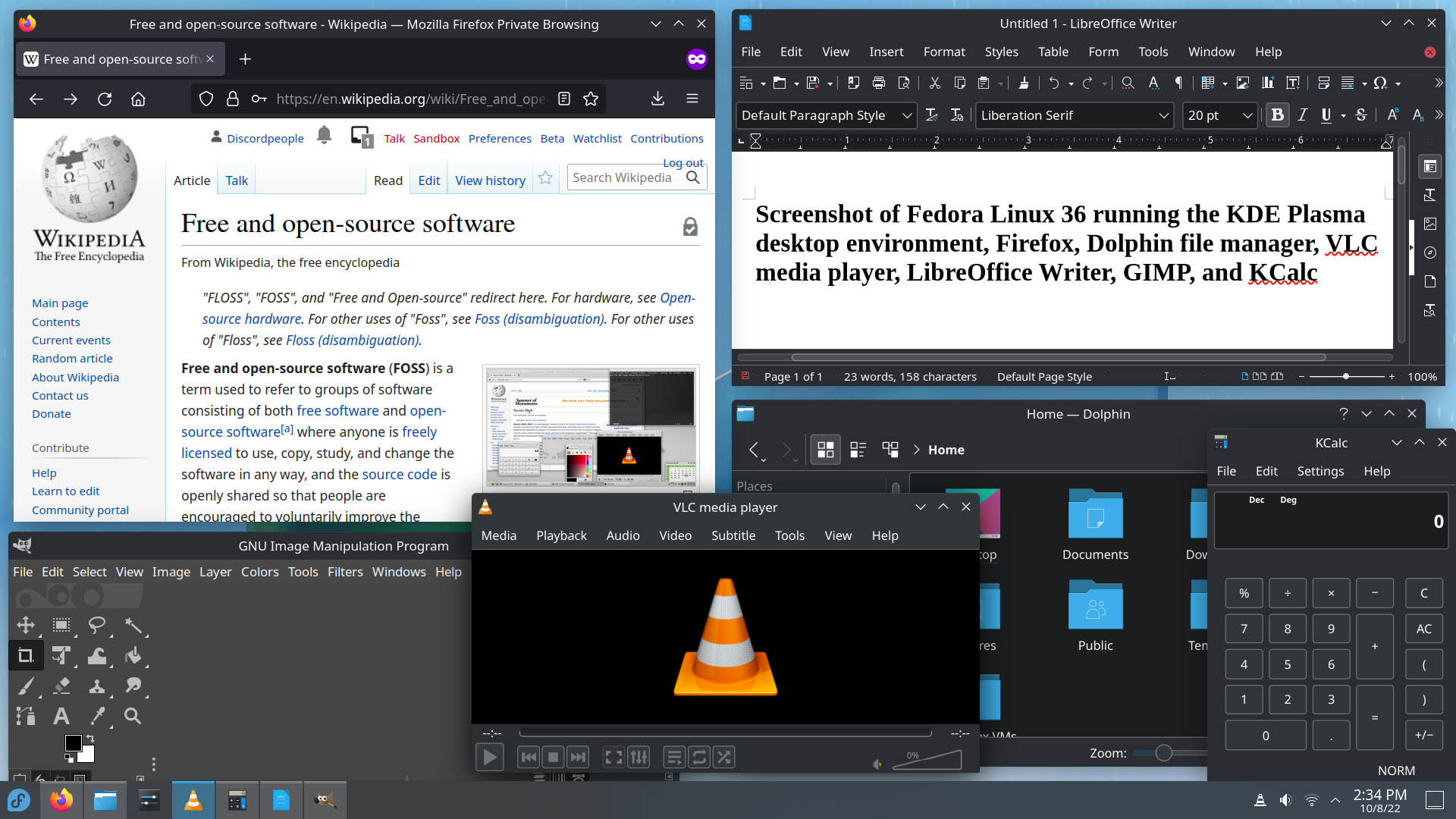
FOSSで構成されたデスクトップ画面（Fedora+KDE Plasma 5+Firefox+Dolphin+VLCメディアプレーヤー+LibreOffice Writer+GIMP+KCalc）

FOSS（フォス）またはFLOSS（フロス）は、「Free(/Libre) and Open Source Software」の頭字語であり、自由ソフトウェアとオープンソースソフトウェアの両方をまとめて指す語である。具体的には、ソフトウェアの使用、改変、および配布の権利をユーザーに与えるライセンスの下で提供されるソフトウェアを指す。全てのFOSSはソースコードを公開しなければならないが、ソースコードが入手可能なソフトウェアが全てFOSSであるわけではない。FOSSはプロプライエタリソフトウェア（制限のあるライセンスを持つか、ソースコードが非公開であるソフトウェア）の対極である。
FOSSオペレーティングシステムであるLinuxディストリビューションやBSDの派生OSは広く使用されており、数百万台のサーバ、デスクトップパソコン、スマートフォンなどのデバイスを支えている。FOSSは、自由ソフトウェアライセンスやオープンソースライセンスのもとで提供される。FOSSを使用する理由としては、コストの削減、マルウェアに対するセキュリティの向上、安定性、プライバシーの確保、教育利用の機会、ユーザーが自身のハードウェアをより制御できる点などが挙げられる。
自由ソフトウェア運動とオープンソースソフトウェア運動は、それぞれ異なる文化と哲学的背景を持つ組織や団体、個人により支持されている。自由ソフトウェアの支持者はユーザーに与えられる基本的な自由に重点を置くのに対し、オープンソースソフトウェアの支持者はその開発モデルの実用的な利点に焦点を当てている。両者は意見が分かれることもあるが、基本的な哲学的視点を共有し、実践的には協力することもある。

## 概要
FOSS（Free and Open Source Software）とは、自由ソフトウェアやオープンソースソフトウェア、またはその両方に該当するソフトウェアを包括的に指す上位概念である。正確には、ユーザーに対して自由に使用、改変、再配布することを許可する条件の下で配布され、これらの活動を行うために著作者に対してロイヤリティを支払うことを要求しないソフトウェアが該当する。
自由ソフトウェアライセンスとオープンソースライセンスは多くの部分で重複しているが、この二つの立場の支持者の間には強い哲学的対立が存在する。FOSSという用語は、フリーソフトウェア財団（FSF）とOpen Source Initiative（OSI）の間にあるこの哲学的対立に対して中立的な立場を取るために作られ、両者の概念を包括的に指す統一用語として使用されている。

### FLOSS
英語の「free」という語が多義であり、「自由」の意であるのにもかかわらず、「無料」の意と混同されがちであるため、リチャード・ストールマンら自由ソフトウェア支持者はしばしば、「自由」の意を明確にするために、「FOSS」よりも「FLOSS」（Free/Libre and Open Source Software）という用語を使用する方が中立的であると主張している。ストールマンは、公共の場、とりわけ研究プロジェクトなどで中立性を保つ用語として使用している。
FLOSSという語は、南アフリカやスペイン、ブラジルが発行した公式の英語文書で使用されている。

### 自由ソフトウェア
リチャード・ストールマンの「自由ソフトウェアの定義」は、FSFにより採用されている。ストールマンは、自由ソフトウェアは四つの基本的な自由を保障するソフトウェアであると定義した、この文書が最初に公表されたことが確認されているのは、FSFがかつて発行していた『GNU's Bulletin』の1986年2月号である。この文書は、GNUプロジェクトのウェブサイト内の哲学に関するセクションで閲覧することができる。

#### 自由ソフトウェアの四つの基本的な自由
FSFは、「自由ソフトウェア」の定義を満たすために、ソフトウェアライセンスが市民的自由および人権を尊重することを求めている。FSFはこれを以下の「四つの基本的な自由」と呼んでいる。

- どんな目的に対しても、プログラムを望むままに実行する自由 (第零の自由)。
- プログラムがどのように動作しているか研究し、必要に応じて改造する自由 (第一の自由)。ソースコードへのアクセスは、この前提条件となります。
- ほかの人を助けられるよう、コピーを再配布する自由 (第二の自由)。
- 改変した版を他に配布する自由 (第三の自由)。これにより、変更がコミュニティ全体にとって利益となる機会を提供できます。ソースコードへのアクセスは、この前提条件となります。

### オープンソースソフトウェア
「オープンソースの定義」は、Open Source Initiative (OSI) によって、あるソフトウェアライセンスがオープンソースソフトウェアとして認証を受ける資格があるかを判断するために用いられる。この定義は、主にブルース・ペレンスによって作成・改訂されたDebianフリーソフトウェアガイドラインに基づいている。ペレンスは、フリーソフトウェア財団による自由ソフトウェアの四つの自由は後になってからウェブ上で利用可能になったため、彼の書いたものはそれに基づいているわけではないと述べている。 その後、ペレンスはエリック・レイモンドによるオープンソースの推進がフリーソフトウェア財団の活動を不当に覆い隠したと感じ、自由ソフトウェアへの支持を再認識した。2000年代以降、彼は再びオープンソースについて語った。

## 歴史
1950年代から1980年代にかけて、コンピュータユーザーは、使用するすべてのプログラムのソースコードを所持し、それを自分の用途に合わせて変更する権限と能力を持つことが一般的であった。ソフトウェア、特にソースコードは、コンピュータを使用する個人によって共有され、しばしばパブリックドメインソフトウェアとして公開された（FOSSはパブリックドメインソフトウェアとは異なり、パブリックドメインソフトウェアは著作権によって制限されない)。ほとんどの企業は、コンピュータハードウェアの販売を基盤としたビジネスモデルを持ち、ハードウェアと共にソフトウェアを無料で提供したり、バンドルして販売していた。
1960年代後半までに、ソフトウェアに関する主流のビジネスモデルは変化していた。成長し進化するソフトウェア産業は、ハードウェアメーカーのバンドルソフトウェア製品と競合していた。ハードウェアの収益からソフトウェア開発の資金を調達するのではなく、これらの新しい企業はソフトウェアを直接販売していた。より自分のニーズに合ったソフトウェアを使いたい顧客の中には、ハードウェア製品のコストにバンドルされたソフトウェアのコストを支払いたくない者もいた。『アメリカ合衆国対IBM』事件において、政府はバンドルソフトウェアが反競争的であると訴えた。一部のソフトウェアは依然として金銭的な費用やライセンス制限なしで提供されていたが、金銭的な費用と制限付きライセンスのみで提供されるソフトウェアの量は増えていった。1970年代および1980年代初頭、一部のソフトウェア産業は、コンピュータユーザーが支払ったソフトウェアを研究したりカスタマイズしたりするために逆コンパイル技術を使用できないように、技術的手段（実行ファイルのみの配布など）を使用し始めた。1980年、アメリカ合衆国でコンピュータプログラムに対し著作権法が適用されるようになった。それ以前は、コンピュータプログラムはアイデア、手順、方法、システム、プロセスと見なされ、著作権の対象外であった。
IBMが1983年に「オブジェクトコードのみ」ポリシーを実施し、ソースコードの配布を停止するまで、クローズドソースソフトウェアは一般的ではなかった。
1983年、コンピュータ業界と文化の変化による影響にフラストレーションを感じていたリチャード・ストールマンは、MIT人工知能研究所のハッカーコミュニティの長年のメンバーとして、GNUプロジェクトを発表した。GNUオペレーティングシステムのソフトウェア開発は1984年1月に始まり、フリーソフトウェア財団（FSF）は1985年10月に設立された。プロジェクトとその目標を概説した記事が1985年3月に『GNU宣言』というタイトルで発表された。そこには、GNUの哲学、自由ソフトウェアの定義、および「コピーレフト」のアイデアについての重要な説明が含まれていた。FSFは、自由ソフトウェアが取り組む根本的な問題は倫理的なものであり、ソフトウェアユーザーは「自由ソフトウェアの四つの基本的な自由」を行使できるようにすべきだと考えている。
Linuxカーネルは、リーナス・トーバルズによって作成され、1991年に自由に修正可能なソースコードとして公開された。当初、Linuxは自由ソフトウェアライセンスやオープンソースライセンスの下で公開されていなかった。しかし、1992年2月のバージョン0.12で、彼はプロジェクトをGNU General Public Licenseの下で再ライセンスした。
FreeBSDおよびNetBSD（どちらも386BSDから派生）は、1993年に「USL対BSDi」訴訟が裁判外で和解された際に自由ソフトウェアとして公開された。OpenBSDは1995年にNetBSDからフォークされた。また1995年には、一般にApacheとして知られるApache HTTP ServerがApache License 1.0の下で公開された。
1997年、エリック・レイモンドは『伽藍とバザール』を発表した。このエッセイは、ハッカーコミュニティと自由ソフトウェアの原則に関する反省的な分析であり、1998年初頭に大きな注目を集め、ネットスケープコミュニケーションズがNetscape Communicatorを自由ソフトウェアとして公開する一因となった。このコードは現在、Mozilla FirefoxおよびMozilla Thunderbirdとして広く知られている。
ネットスケープの行動は、レイモンドや他の人々に、FSF（フリーソフトウェア財団）の自由ソフトウェアの理念とその利点を商業ソフトウェア業界にどのように広めるかを考えさせた。彼らは、FSFの社会運動的な姿勢がネットスケープのような企業には魅力を感じてもらえないと結論し、ソフトウェアのソースコードを共有し、協力することによるビジネスポテンシャルを強調するために自由ソフトウェア運動のブランドを変更する方法を模索した。彼らが選んだ新しい名称は「オープンソース」であり、ブルース・ペレンス、ティム・オライリー、リーナス・トーバルズなどがこの再ブランド化に賛同した。Open Source Initiativeは1998年2月に設立され、新しい用語の使用を奨励し、オープンソースの原則を広めることを目的とした。
Open Source Initiativeは、新しい用語の使用を奨励し、それが遵守する原則を広めようとしたが、ソフトウェアベンダーは自由に配布されるソフトウェアとアプリケーションのソースコードへの普遍的アクセスという概念に脅威を感じるようになった。マイクロソフトの幹部は2001年に「オープンソースは知的財産を破壊するものだ。ソフトウェア業界と知的財産業界にとってこれ以上ひどいものは想像できない」と公言した。企業は実際にFOSSを取り入れる際に著作権侵害の問題に直面したことがある。長年、FOSSはソフトウェア開発の主流から外れたニッチな役割を果たしていた。しかし、Linux、BSDなどのFOSSオペレーティングシステムやレッドハットなどのFOSSを基盤とした企業の成功により、ソフトウェア業界の態度は変化し、その開発に関する企業哲学に劇的な変化が見られるようになった。